# Mehmed I Celebi
Mehmed I sau Çelebi Mehmet (limba turcă otomană: محمد چلبى - Mehmed Çelebi; n. 1386, Bursa, Imperiul Otoman – d. 26 mai 1421, Edirne, Imperiul Otoman)  a fost sultan al Imperiului Otoman între anii 1413 – 1421. El a câștigat Interregnul otoman